# Starkenburg (provincie)

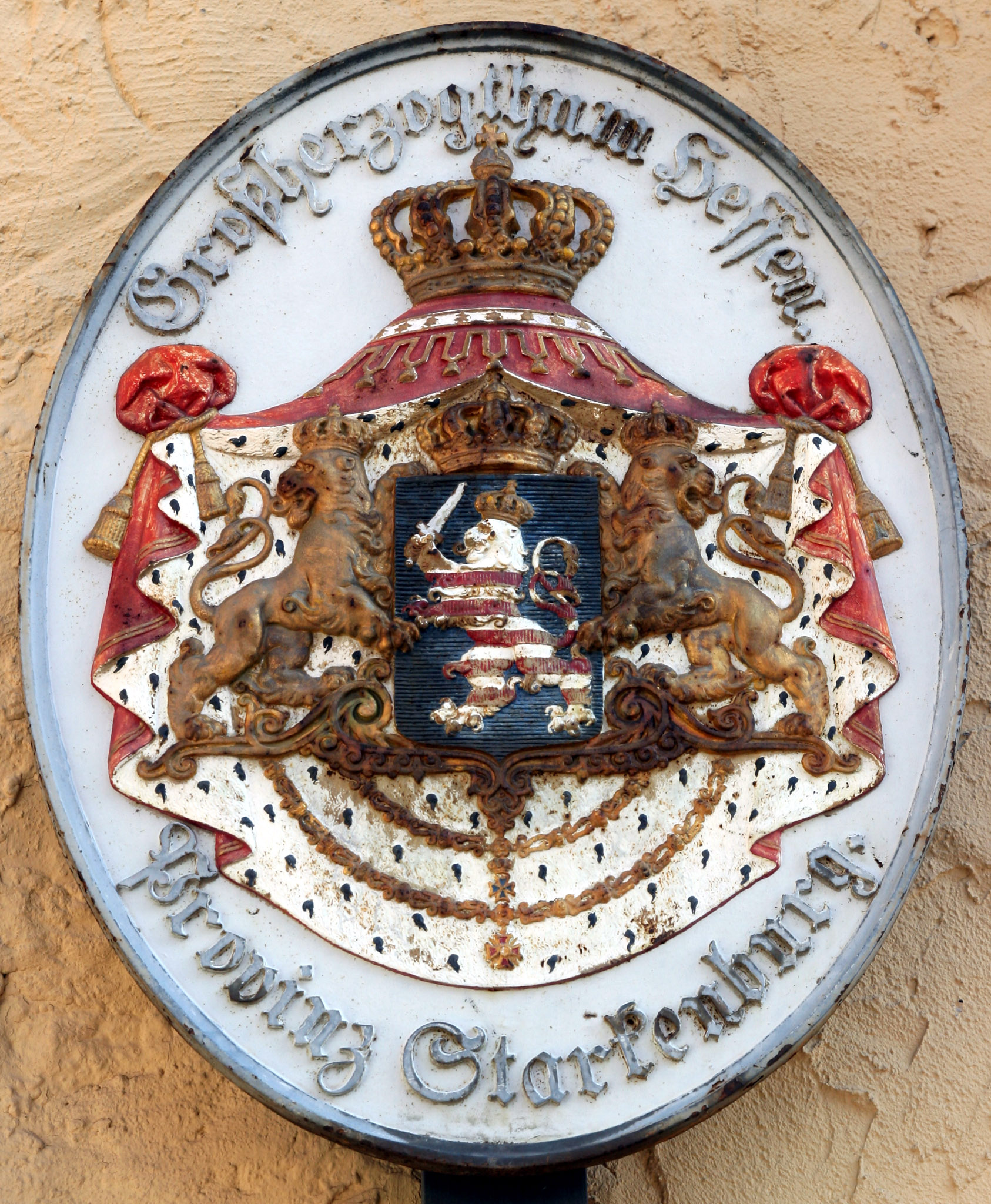
Wapenschild groothertogdom Hessen, provincie Starkenburg

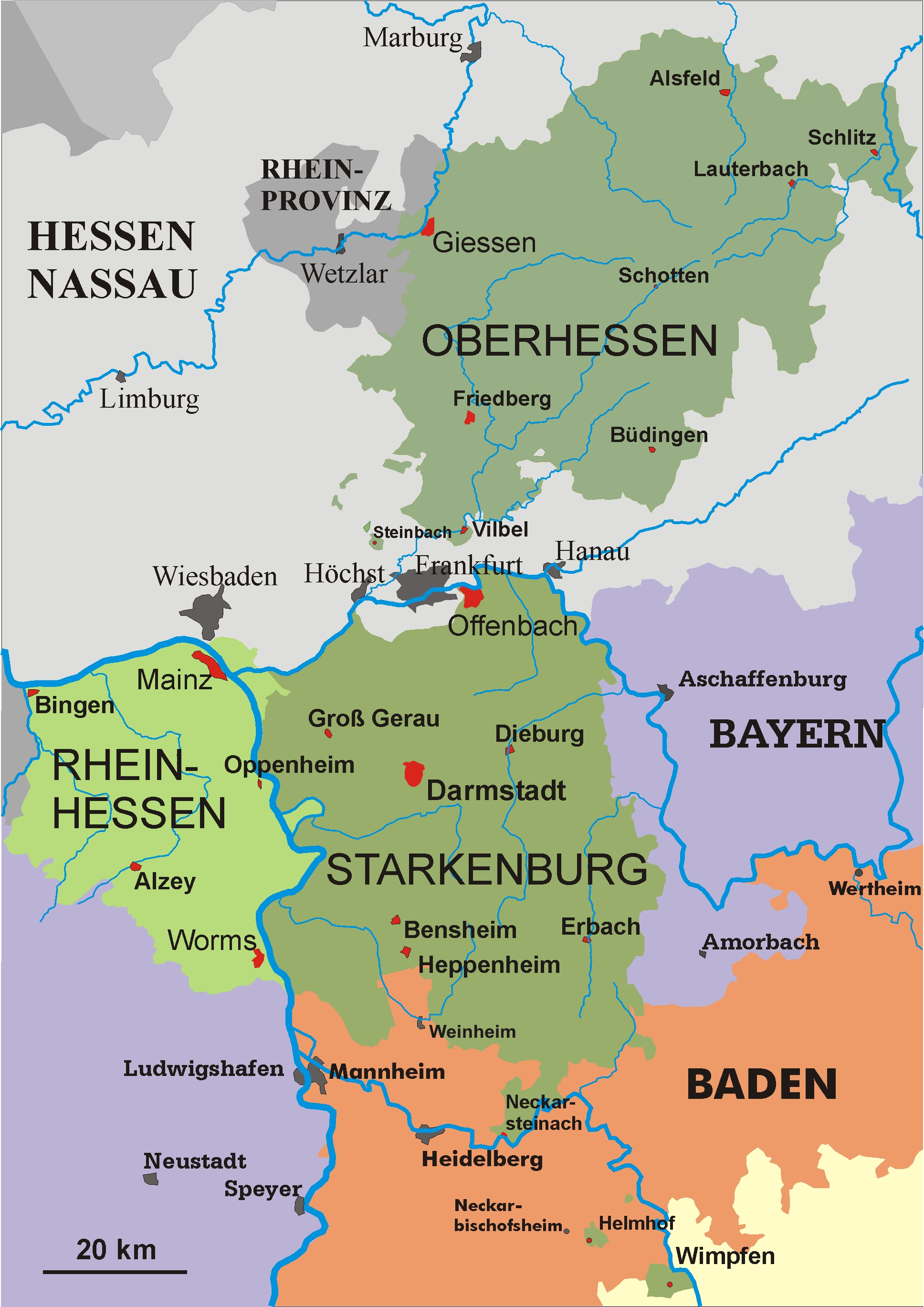
De drie provincies van de Volksstaat Hessen in 1930

De provincie Starkenburg was een van de drie provincies van het Groothertogdom Hessen en de latere Volksstaat Hessen. De provincie omvatte hoofdzakelijk het gebied ten zuiden van de Main en ten oosten van de Rijn. Vanaf 1803 bestond Starkenburg als vorstendom en was van 1816 tot 1937 provincie. De hoofdstad was Darmstadt, de belangrijkste industriestad Offenbach.

## Geschiedenis
Het vorstendom Starkenburg ontstond na de Reichsdeputationshauptschluss in 1803 waarbij de oude en nieuwe gebieden van het landgraafschap Hessen-Darmstadt ten oosten van de Rijn en ten zuiden van de Main werden samen gevoegd. De naam kwam van de gelijknamige burcht in het zuiden van de provincie. De gebiedsveranderingen werden bevestigd in het congres van Wenen in 1815 en in 1816 werd het vorstendom omgevormd tot provincie van het groothertogdom Hessen. De andere twee provincies van Hessen waren Opper-Hessen en Rijn-Hessen.
In 1930 werden de gemeentes Bischofsheim, Ginsheim en Gustavsburg overgeheveld naar de provincie Rijn-Hessen omdat ze een stadsdeel van Mainz werden. In 1937 werden de provincies in de Volksstaat opgeheven.
Na de Tweede Wereldoorlog werd de nieuwe staat Groot-Hessen opgericht, waarbij de exclave Bad Wimpfen ingedeeld werd in de andere nieuwe staat Baden-Württemberg. De voormalige gemeenten die Starkenburg in 1930 aan Mainz had moeten afstaan, werden weer van Mainz gescheiden en kwamen in Hessen te liggen, terwijl Mainz de hoofdstad werd van Rijnland-Palts.
Opper-Hessen · 
Rijn-Hessen ·
Starkenburg